# 特警隊 (澳門)
特警隊（葡萄牙語：Unidade Especial de Polícia，縮寫：UEP）於1978年成立，隸屬於澳門特別行政區政府治安警察局，為澳門的特種警察部隊，其主要責任為防暴、保護重要人物及設施、訓練警犬、拆除炸彈及執行高度危險任務。

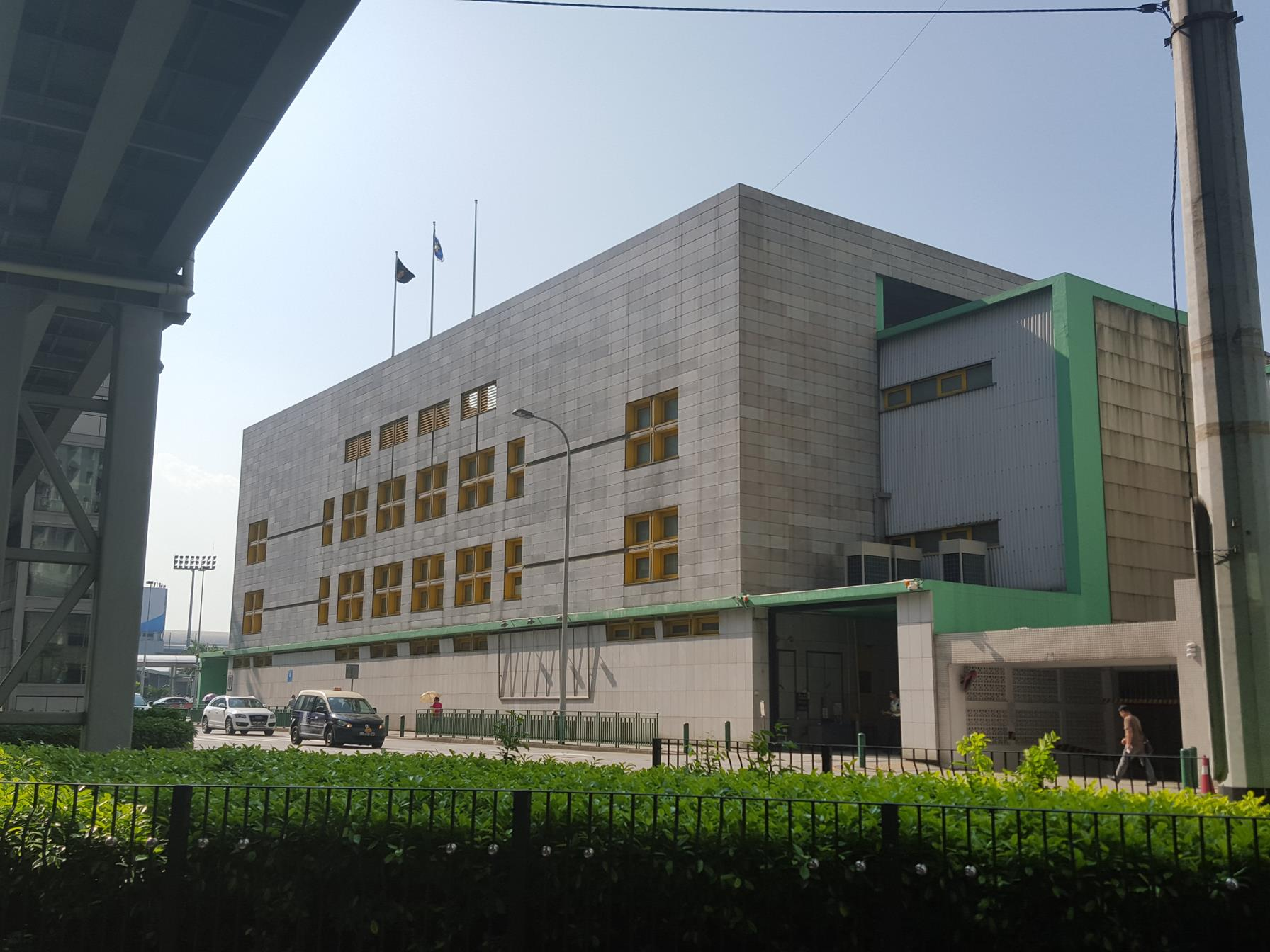
特警隊大樓

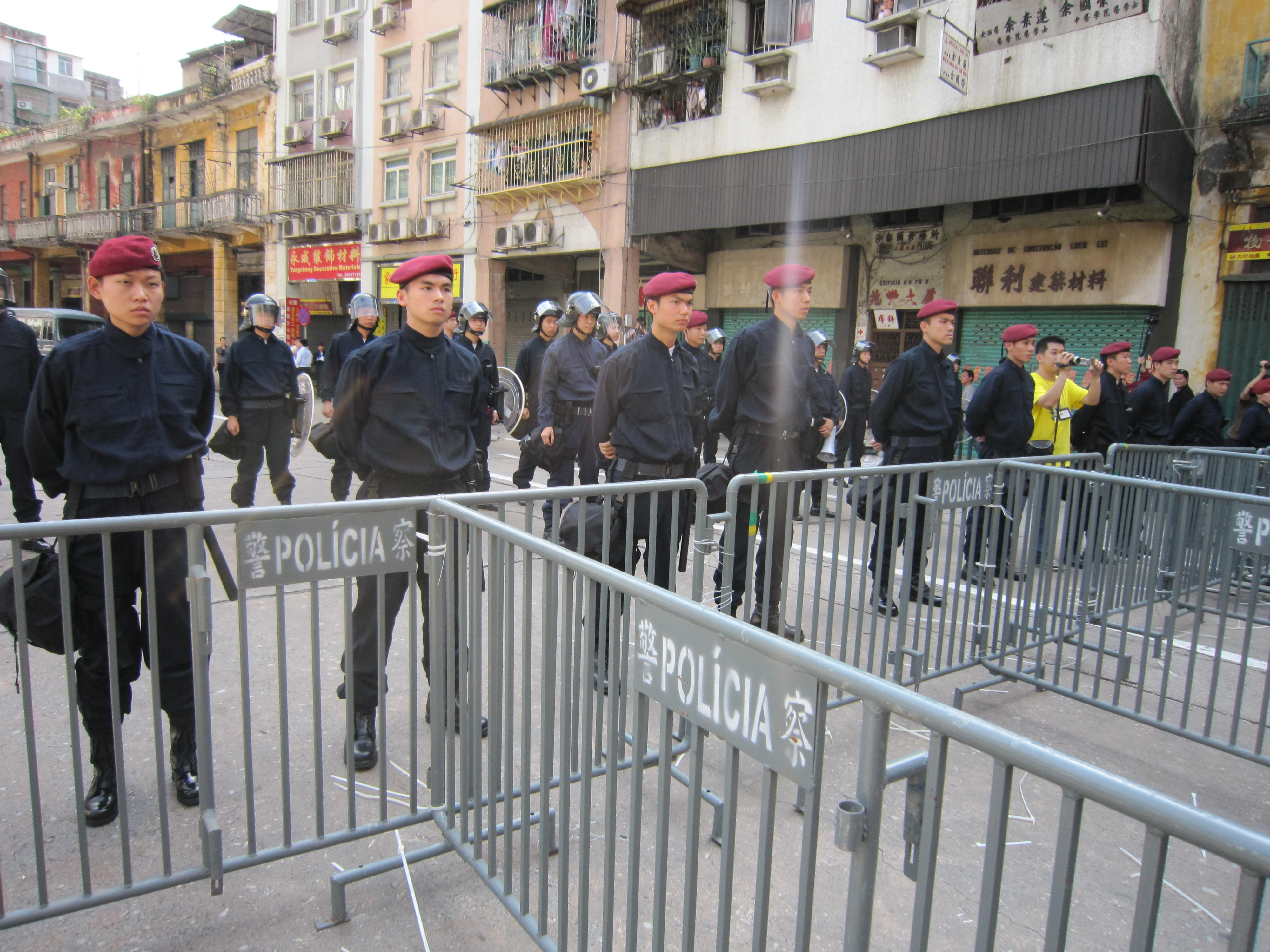
特警隊

## 組織
- 特警隊
  - 特警處
    - 保護重要人物及設施組
    - 防暴隊

  - 行動及訓練警司處
    - 行動科
    - 訓練科

  - 指揮部輔助組
    - 運輸暨物資供應隊
    - 總務隊
    - 通訊科
    - 文書處理暨檔案科

  - 爆炸品處理及搜查處
    - 爆炸品處理組
    - 搜查及安檢組
    - 警犬組

  - 特別行動組[1]

## 歷史
特警隊前稱警察機動部隊，成立時為一支擁有22名人員的應急後援隊伍。

## 裝備

### 武器

#### 制式裝備
| 型號                  | 類型         | 產地   |
| --------------------- | ------------ | ------ |
| 法德魯防暴槍          | 低殺傷力武器 | 美国   |
| 球彈槍                | 低殺傷力武器 | 法國   |
| 格洛克19              | 半自動手槍   | 奥地利 |
| HK MP5                | 衝鋒槍       | 德国   |
| B&T MP9               | 衝鋒槍       | 瑞士   |
| 雷明登870泵動式霰彈槍 | 霰彈槍       | 美国   |
| 弗蘭基SPAS-15         | 霰彈槍       | 義大利 |

#### 特別行動組專用
| 型號           | 類型       | 產地           |
| -------------- | ---------- | -------------- |
| SIG Sauer P226 | 半自動手槍 | 德国           |
| SIG Sauer P228 | 半自動手槍 | 德国           |
| SIG 551        | 步槍       | 瑞士           |
| SIG 552        | 步槍       | 瑞士           |
| HK G36KV       | 步槍       | 德国           |
| HK G36CV       | 步槍       | 德国           |
| HK PSG1        | 步槍       | 德国           |
| SIG SSG 3000   | 步槍       | 瑞士           |
| CS/LR4A        | 步槍       | 中华人民共和国 |

### 爆炸品處理及搜查處裝備
- 防爆服
  -  MED-ENG EOD 10 Bomb Suit & Helmet
- 拆彈機械人
  -  MED-ENG Defender ROV
  -  ICOR CALIBER MK4
  -  ICOR MK3 CALIBER

## 新大樓
特警隊位於新城E區的新大樓於2024年1月完工，較預計工期提早45日完成。治安警察局會對其進行內部裝修，預計同年下半年起遷入。2024年7月27日上午9時，特警隊正式遷入位於新城E區的新大樓，位於關閘廣場的特警隊大樓停用。

## 外部連結

### 官方
- 特警隊 （页面存档备份，存于）

### 新聞
- 警隊王牌裝備先進 （页面存档备份，存于） 《澳門日報》 2012年12月11日
- 特警隊員富歸屬感 （页面存档备份，存于） 《澳門日報》 2012年12月11日